# Moïse Saucier
Moïse Saucier (* Oktober 1840 in Montreal; † 24. August 1912 ebenda) war ein kanadischer Pianist, Organist und Musikpädagoge.

## Leben und Wirken
Saucier war Klavierschüler von Paul Letondal und setzte seine Ausbildung 1865–66 in Paris bei Camille Stamaty fort. Nach seiner Rückkehr nach Kanada trat er als Klaviersolist mit Werken wie den Fantasien von Sigismund Thalberg, Rondos von Carl Maria von Weber, Scherzos von Frédéric Chopin, Sonaten von Ludwig van Beethoven, Klavierstücken von Louis Moreau Gottschalk und Klaviertranskriptionen von Stamaty auf. Er wirkte als Organist an verschiedenen Kirchen Montreals, u. a. 25 Jahre an St. Joseph, und wurde Anfang der 1870er Jahre Mitglied der Académie de musique du Québec. Zu seinen Schülern zählten Marie-Thérèse Brazeau, Euphémie Coderre und sein Sohn Joseph Saucier.

## Quelle
- The Canadian Encyclopedia – Moïse Saucier

| Personendaten    | Personendaten                                   |
| ---------------- | ----------------------------------------------- |
| NAME             | Saucier, Moïse                                  |
| KURZBESCHREIBUNG | kanadischer Pianist, Organist und Musikpädagoge |
| GEBURTSDATUM     | Oktober 1840                                    |
| GEBURTSORT       | Montreal                                        |
| STERBEDATUM      | 24. August 1912                                 |
| STERBEORT        | Montreal                                        |